# Колібрі-золотожар перуанський
Колі́брі-золотожа́р перуанський (Aglaeactis castelnaudii) — вид серпокрильцеподібних птахів родини колібрієвих (Trochilidae). Ендемік Перу. Вид названий на честь французького натураліста Франсіса Кастельно.

## Опис
Довжина птаха становить 12 см, вага 7-8,5 г. У самців верхня частина тіла бурувато-чорна з бронзовим відблиском, нижня частина спини і надхвістя мають пурпуровий відблиск. Хвіст роздвоєний, рудий, центральні стернові пера мають темно-бронзові кінчики. Нижня частина тіла тьмяно-коричнева, обличчя і верхня частина горла мають чорнуватий відтінок, на грудях чорна смуга, в центрі грудей є біла пляма. На крилах охристі плями і смуги.
Самиці мають подібне забарвлення, однак спина у них менш блискуча, а хвіст менш роздвоєний. У молодих птахів блискуча пляма на надхвісті відсутня, а нижня частина тіла у них більш рівномірно коричнева.

## Підвиди
Виділяють два підвиди:
- A. c. regalis Zimmer, JT, 1951 — Анди в центральному Перу (Уануко, Паско, Хунін, зокрема в басейні річки Мараньйон);
- A. c. castelnaudii (Bourcier & Mulsant, 1848) — Анди на півдні Перу (Уанкавеліка, Аякучо, Апурімак, Куско, зокрема в гірському масиві Ампай[en] і горах Кордильєра-де-Вільканота).

## Поширення і екологія
Перуанські колібрі-золотожари живуть в гірських вічнозелених лісах (віддачи перевагу більш сухим ділянкам), на узліссях і галявинах, в гірських долинах та у високогірних чагарникових заростях і рідколіссях Polylepis і Escallonia. Зустрічаються на висоті від 3500 до 4300 м над рівнем моря, іноді на висоті до 4600 м над рівнем моря. Живляться нектаром різноманітних квітучих рослин, зокрема з родів Barnadesia, Berberis, Brachyotum, Centropogon, Labiatae, Lupinus, Salpichroa і Siphocamplos. Також вони доповнюють свій раціон комахами, яких ловлять в польоті. При живленні птахи чіпляються лапами за суцвіття, а при приземленні на гілку вони деякий час тримають крила піднятими догори.

## Збереження
МСОП класифікує стан збереження цього виду як близький до загрозливого. Перуанським колібрі-золотожарам загрожує знищення природного середовища.